# Institutul de Speologie „Emil Racoviță”

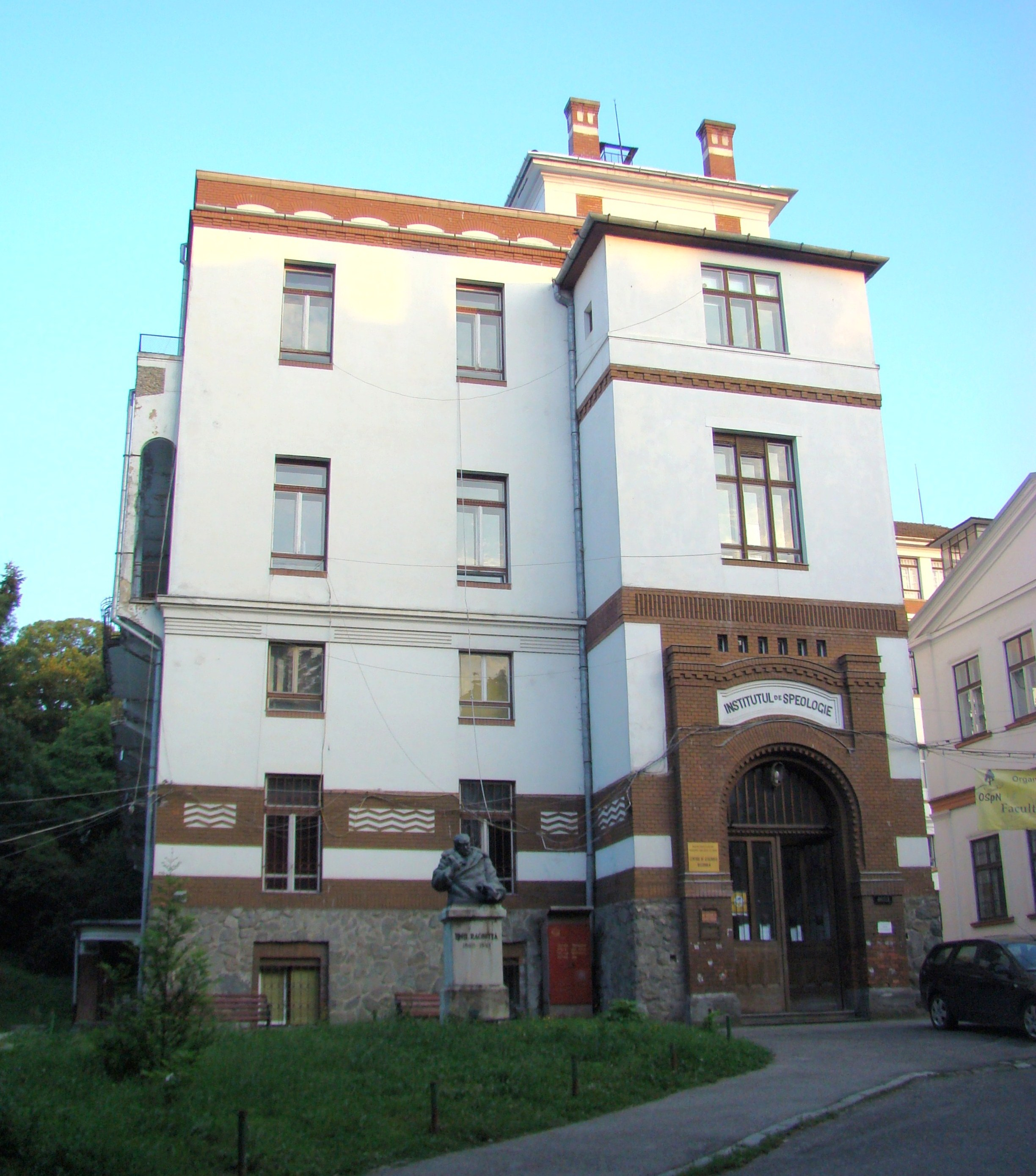
Clădirea din Cluj a institutului

Institutul de Speologie „Emil Racoviță” este o instituție de cercetare aflată sub egida Academiei Române. A fost înființat printr-o lege specială, promulgată pe 26 aprilie 1920, fiind inițial parte din Facultatea de Științe din Cluj. Primul său director a fost Emil Racoviță, până la moartea acestuia în 1947.
Are în componență următoarele compartimente:
- Biospeologie și Edafobiologia Carstului
- Geospeologie și Paleontologie
- Carstonomie, Cadastrul și Protecția Carstului
- Hidrogeochimie
- Compartimentul Cluj–Napoca

Între 1920 și 1956 institutul a functionat în Cluj (cu excepția perioadei 1940-1945 când Universitatea a fost refugiată la Sibiu), fiind apoi mutat la București. După 1931 a intrat în declin datorită reducerii fondurilor pentru cercetare de către guvernul Nicolae Iorga.  Primul director după mutarea la București a fost Constantin Motaș. În 1960 Institutul a intrat sub egida Academiei și a primit numele „Emil Racoviță”.
În anul 1959 au fost construite Stațiunea de Cercetări Speologice și Laboratorul Subteran de la  Cloșani, județul Gorj. Stațiunea este situată în imediata apropiere a peșterii omonime și este folosită pentru studii de mineralogie și biospeologie.
Din anul 1962, Institutul publică anual revista Travaux de L'Institut de Spéologie "Emile Racovitza" (prescurtat SpeoTravaux).